# Szklany Klucz
Szklany Klucz (szw. Glasnyckeln) – nagroda literacka, przyznawana corocznie pisarzom z krajów nordyckich za najlepszą powieść kryminalną. Nagrodą jest prawdziwy szklany klucz, przyznawany przez członków Skandynawskiego Stowarzyszenia Kryminalnego (Skandinaviska Kriminalsällskapet) za powieść napisaną przez autora z Danii, Finlandii, Islandii, Norwegii lub Szwecji. Nazwa nagrody nawiązuje do tytułu powieści Dashiella Hammeta – Szklany klucz (1931). 

## Laureaci
| Rok  | Autor                            | Tytuł oryginalny Wydawnictwo, miejsce wydania                | Tytuł przekładu Wydawnictwo, miejsce wydania                    | Pochodzenie |
| ---- | -------------------------------- | ------------------------------------------------------------ | --------------------------------------------------------------- | ----------- |
| 2019 | Stina Jackson                    | Silvervägen Albert Bonniers Förlag, 2018                     |                                                                 | Szwecja     |
| 2018 | Camilla Grebe                    | Husdjuret Wahlström & Widstrand, 2017                        | Dziennik mojego zniknięcia Sonia Draga, Katowice 2018           | Szwecja     |
| 2017 | Malin Persson Giolito            | Störst av allt Wahlström & Widstrand, 2016                   | Ruchome piaski Czarna Owca, Warszawa 2017                       | Szwecja     |
| 2016 | Ane Riel                         | Harpiks Tiderne Skifter, 2015                                | Żywica Zysk i S-ka, 2020                                        | Dania       |
| 2015 | Thomas Rydahl                    | Eremitten Politikens Forlag, 2014                            | Eremita Czarna Owca, Warszawa 2017                              | Dania       |
| 2014 | Gard Sveen                       | Den siste pilegrimen Vigmostad & Bjørke, Bergen 2013         | Ostatni pielgrzym Media Rodzina, Poznań 2015                    | Norwegia    |
| 2013 | Jørn Lier Horst                  | Jakthundene Gyldendal, Oslo 2012                             | Psy gończe Smak Słowa, Sopot 2015                               | Norwegia    |
| 2012 | Erik Valeur                      | Det syvende barn Politikens Forlag, Kopenhaga 2011           |                                                                 | Dania       |
| 2011 | Leif GW Persson                  | Den döende detektiven Albert Bonniers Förlag, Sztokholm 2010 | Umierający detektyw Czarna Owca, Warszawa 2012                  | Szwecja     |
| 2010 | Jussi Adler-Olsen                | Flaskepost fra P Politikens forlag, Kopenhaga 2009           | Wybawienie Słowo/obraz terytoria, Gdańsk 2014                   | Dania       |
| 2009 | Johan Theorin                    | Nattfåk Wahlström & Widstrand, Sztokholm 2008                | Nocna zamieć Czarne, Wołowiec 2010                              | Szwecja     |
| 2008 | Stieg Larsson                    | Luftslottet som sprängdes Norstedt, Sztokholm 2007           | Zamek z piasku, który runął Czarna Owca, Warszawa 2009          | Szwecja     |
| 2007 | Matti Rönkä                      | Ystävät kaukana Gummerus Kustannus Oy, Helsinki 2006         | Przyjaciele z daleka Wydawnictwo Czarne, Wołowiec 2012          | Finlandia   |
| 2006 | Stieg Larsson                    | Män som hatar kvinnor Norstedt, Sztokholm 2005               | Mężczyźni, którzy nienawidzą kobiet J. Santorski, Warszawa 2008 | Szwecja     |
| 2005 | Anders Roslund i Börge Hellström | Odjuret Piratförlaget, Sztokholm 2004                        | Bestia Vesper, Poznań 2006                                      | Szwecja     |
| 2004 | Kurt Aust (Kurt Østergaard)      | Hjemsøkt Aschehoug, Oslo 2003                                |                                                                 | Norwegia    |
| 2003 | Arnaldur Indriðason              | Grafarþögn Vaka-Helgafell, Reykjavik 2001                    | Grobowa cisza W.A.B., Warszawa 2010                             | Islandia    |
| 2002 | Arnaldur Indriðason              | Mýrin Vaka-Helgafell, Reykjavik 2000                         | W bagnie W.A.B., Warszawa 2009                                  | Islandia    |
| 2001 | Karin Alvtegen                   | Saknad Natur och Kultur, Stockholm 2000                      | Zaginiona Świat Książki, Warszawa 2003                          | Szwecja     |
| 2000 | Håkan Nesser                     | Carambole Bonniers, Sztokholm 1999                           | Karambol J. Santorski, Warszawa 2007                            | Szwecja     |
| 1999 | Leif Davidsen                    | Limes billede Lindhardt og Ringhof, Kopenhaga 1998           |                                                                 | Dania       |
| 1998 | Jo Nesbø                         | Flaggermusmannen Aschehoug, Oslo 1997                        | Człowiek - nietoperz Pol-Nordica, Warszawa 2005                 | Norwegia    |
| 1997 | Karin Fossum                     | Se dig ikke tilbake! Cappelen, Oslo 1996                     | Nie oglądaj się Znak, Kraków 2008                               | Norwegia    |
| 1996 | Fredrik Skagen                   | Nattsug Cappelen, Oslo 1995                                  |                                                                 | Norwegia    |
| 1995 | Erik Otto Larsen                 | Masken i spejlet Cicero, Kopenhaga 1994                      |                                                                 | Dania       |
| 1994 | Kim Småge                        | Sub Rosa Aschehoug, Oslo 1993                                |                                                                 | Norwegia    |
| 1993 | Peter Høeg                       | Frøken Smillas fornemmelse for sne Rosinante, Kopenhaga 1992 | Smilla w labiryntach śniegu Novus Orbis, Sopot 1996             | Dania       |
| 1992 | Henning Mankell                  | Mördare utan ansikte Ordfront, Sztokholm 1991                | Morderca bez twarzy W.A.B., Warszawa 2004                       | Szwecja     |